# Abigail Spanberger
Abigail Anne Spanberger, nata Davis (Red Bank, 7 agosto 1979), è una politica statunitense, membro della Camera dei Rappresentanti per lo stato della Virginia dal 2019 al 2025.

## Biografia
Nata nel New Jersey, Abigail Davis si trasferì da adolescente in Virginia. Studiò diverse lingue, tra cui lo spagnolo, il francese, il tedesco e l'italiano. Studiò presso l'Università della Virginia e l'Università Purdue e successivamente lavorò come ispettore postale occupandosi di combattere il riciclaggio di denaro e il traffico di droga. Sposò Adam Spanberger ed ebbe tre figlie. Dopo gli attentati dell'11 settembre 2001, Abigail Spanberger decise di impegnarsi personalmente nella difesa della nazione e divenne agente segreto per conto della CIA, occupandosi in particolare di terrorismo e proliferazione nucleare. Lasciò l'incarico nel 2014, ottenendo un lavoro nel settore privato.

### Membro della Camera dei Rappresentanti per lo stato della Virginia (2019-2025)
Entrata in politica con il Partito Democratico, nel 2018 si candidò alla Camera dei Rappresentanti contro il repubblicano in carica Dave Brat, un ultraconservatore divenuto deputato quattro anni prima dopo aver sconfitto nelle primarie l'allora leader di maggioranza alla Camera Eric Cantor. Il distretto congressuale in cui si svolgeva la competizione era in mano ai repubblicani da trentotto anni, ma la Spanberger si rivelò in grado di ottenere numerosi consensi in campagna elettorale, riuscendo a raccogliere il doppio delle donazioni economiche del rivale. Brat cercò di screditare l'avversaria paragonandola a Nancy Pelosi, particolarmente invisa all'elettorato repubblicano tradizionale ma la Spanberger riuscì a distanziarsene e il giorno delle elezioni prevalse su Brat divenendo deputata.
Nella stessa tornata elettorale vennero elette insieme ad Abigail Spanberger altre due donne democratiche, Elaine Luria e Jennifer Wexton. Nel corso delle votazioni per eleggere il Presidente della Camera dei rappresentanti degli Stati Uniti d'America, la Spanberger non votò a favore di Nancy Pelosi, dando la propria preferenza a Cheri Bustos.

### Candidata a Governatrice della Virginia (2025)
Nel novembre 2023, Abigail Spanberger ha dichiarato la sua candidatura a governatrice della Virginia per le elezioni governatoriali del 2025, nelle quali il governatore repubblicano in carica Glenn Youngkin non potrà ricandidarsi. Spanberger ha ottenuto la nomina ufficiale di candidata del Partito Democratico nell'aprile 2025 e se vincesse le elezioni generali del 4 novembre, diventerebbe la prima governatrice donna dello stato. 

## Vita privata
Spanberger è sposata con Adam Spanberger e hanno tre figlie. Nel 2014, la famiglia è tornata nella contea di Henrico. Vivono a Glen Allen, in Virginia. Si considera protestante.